# Chongli
Chongli (en chino, 崇礼; pinyin, Chóng·Lǐ) es un distrito urbano bajo la administración directa de la Prefectura Zhangjiakou  en la Provincia de Hebei, República Popular China.  Su área es de 2323 km² y su población total para 2010 superó los 106 mil habitantes. 

## Administración
Desde julio de 2023, el  Distrito Chongli   se divide en 10 pueblos que se administran en 2 poblados y 8  villas.

## Toponimia
En mayo de 1934, los distritos segundo y cuarto del Condado Zhangbei se separaron y se estableció la Oficina Administrativa de Chongli. El nombre del condado Chongli viene de la frase "Defendiendo la propiedad y la rectitud" (崇尚礼义 “Chóngshàng Lǐyì”).